# Église Sainte-Catherine de Carlux
Pour les articles homonymes, voir Église Sainte-Catherine.
L'église Sainte-Catherine est une église catholique située à Carlux, dans le département français de Dordogne en France.

## Historique
La porte latérale nord de l'église est inscrite au titre des monuments historiques le 15 novembre 1926.